# Championnat de Finlande de football 1967
Navigation
Saison précédente Saison suivante
La saison 1967 du Championnat de Finlande de football était la 38e édition de la première division finlandaise à poule unique, la Mestaruussarja. Les douze meilleurs clubs du pays jouent les uns contre les autres à deux reprises durant la saison, à domicile et à l'extérieur. À la fin de la compétition, les 2 derniers du classement sont relégués et remplacés par les 2 meilleurs clubs d'Ykkonen, la deuxième division finlandaise.
Cette saison, c'est le club du Reipas Lahti qui remporte le championnat pour la deuxième fois de son histoire après le titre gagné en 1963. Il termine en tête du classement avec 2 points d'avance sur le tenant du titre, le KuPS Kuopio et 4 sur le TPS Turku. Le Reipas manque l'occasion de réussir le doublé Coupe-championnat en s'inclinant en finale de la Coupe de Finlande face au KTP Kotka.

## Les 12 clubs participants
| - VPS Vaasa - UponP Lahti - Promu de Ykkonen - KPV Kokkola - Promu de Ykkonen - Åbo IFK - Promu de Ykkonen - MP Mikkeli - KTP Kotka | - HJK Helsinki - IKissat Tampere - Haka Valkeakoski - TPS Turku - KuPS Kuopio - Reipas Lahti |

## Compétition

### Classement
Le barème de points servant à établir le classement se décompose ainsi :
- Victoire : 2 points
- Match nul : 1 point
- Défaite : 0 point

| Rang | Équipe           | Pts | J  | G  | N | P  | Bp | Bc | Diff |
| ---- | ---------------- | --- | -- | -- | - | -- | -- | -- | ---- |
| 1    | Reipas Lahti     | 32  | 22 | 14 | 4 | 4  | 55 | 27 | +28  |
| 2    | KuPS Kuopio T    | 30  | 22 | 12 | 6 | 4  | 28 | 17 | +11  |
| 3    | TPS Turku        | 28  | 22 | 13 | 2 | 7  | 51 | 28 | +23  |
| 4    | UponP Lahti P    | 26  | 22 | 10 | 6 | 6  | 29 | 19 | +10  |
| 5    | HJK Helsinki     | 25  | 22 | 11 | 3 | 8  | 59 | 38 | +21  |
| 6    | Haka Valkeakoski | 24  | 22 | 9  | 6 | 7  | 37 | 23 | +14  |
| 7    | KTP Kotka C      | 20  | 22 | 7  | 6 | 9  | 32 | 34 | -2   |
| 8    | KPV Kokkola P    | 19  | 22 | 5  | 9 | 8  | 19 | 25 | -6   |
| 9    | VPS Vaasa        | 19  | 22 | 5  | 9 | 8  | 27 | 43 | -16  |
| 10   | MP Mikkeli       | 17  | 22 | 5  | 7 | 10 | 24 | 42 | -18  |
| 11   | Åbo IFK P        | 15  | 22 | 5  | 5 | 12 | 32 | 43 | -11  |
| 12   | IKissat Tampere  | 9   | 22 | 4  | 1 | 17 | 19 | 73 | -54  |

|  | Qualification pour la Coupe d'Europe des clubs champions 1968-1969                      |
|  | Relégation en deuxième division                                                         |
|  | T Tenant du titre C Vainqueur de la Coupe de Finlande P Club promu de deuxième division |

## Bilan de la saison
| Championnat de Finlande de football 1967                  |                         |
| Champion                                                  | Reipas Lahti (2e titre) |
| Coupes et trophées                                        |                         |
| Vainqueur de la Coupe de Finlande 1967                    | KTP Kotka               |
| Qualifications continentales                              |                         |
| Coupe d'Europe des clubs champions 1968-1969 Premier tour | Reipas Lahti            |
| Coupe des Coupes 1968-1969 Premier tour                   | Aucun                   |
| Promotions et relégations                                 |                         |
| Promus en Mestaruussarja                                  | RU-38 Pori              |
| Promus en Mestaruussarja                                  | Ponnistus Helsinki      |
| Relégués en Ykkonen                                       | Åbo IFK                 |
| Relégués en Ykkonen                                       | IKissat Tampere         |